# Hetaerina aurora
Hetaerina aurora – gatunek ważki z rodziny świteziankowatych (Calopterygidae). Występuje w północno-zachodniej części Ameryki Południowej – w Kolumbii, Ekwadorze, być może także w Peru. W 2024 roku Garrison i von Ellenrieder zsynonimizowali ten takson z Hetaerina duplex.